# حكاية لعبة (علامة تجارية)
حكاية لعبة هي سلسلة أفلام رسوم متحركة حاسوبياً وألعاب فيديو وعلامة ديزني التجارية التي بدأت مع فيلم 1995 الأصلي، حكاية لعبة، من إنتاج بيكسار وإصدار أفلام والت ديزني.

## الأفلام

### حكاية لعبة 4 (2019)
حقق الجزأين الثاني والثالث من حكاية لعبة نجاحاً كبيراً جعلهما يصنفان ضمن قائمة أعلى خمسين فيلم رسوم متحركة ولم يقف حكاية لعبة 3 عند هذا الحد بل احتل المرتبة الثالثة في نفس القائمة.

## الاستقبال

### الجوائز الأكاديمية
| التصنيف                        | سلسلة الأفلام     | سلسلة الأفلام     | سلسلة الأفلام |
| التصنيف                        | حكاية لعبة        | حكاية لعبة 2      | حكاية لعبة 3  |
| ------------------------------ | ----------------- | ----------------- | ------------- |
| أفضل فيلم                      |                   |                   | رُشِّح           |
| سيناريو مقتبس                  |                   |                   | رُشِّح           |
| سيناريو أصلي                   | رُشِّح               |                   |               |
| أغنية أصلية                    | رُشِّح               | رُشِّح               | فوز           |
| موسيقى (موسيقى تصويرية)        | رُشِّح               |                   |               |
| مونتاج صوتي                    |                   |                   | رُشِّح           |
| فيلم رسوم متحركة               | جائزة لم تتخد بعد | جائزة لم تتخد بعد | فوز           |
| جائزة الأوسكار للإنجاز المميز ‏ | فوز (جون لاسيتر)  |                   |               |